# Nijestee
Nijestee is een woningcorporatie in de Nederlandse stad Groningen. Zij verhuurt ongeveer 13.000 woningen in de verschillende wijken van de stad, en huisvest op die manier zo'n 30.000 personen. Behalve woningen verhuurt Nijestee ook bedrijfsruimten en garages, en doet Nijestee aan woningverbetering, renovatie en nieuwbouw.
De stichting Nijestee is een instelling, die door de rijksoverheid als woningcorporatie is erkend. Nijestee dient daarom uitsluitend werkzaamheden te verrichten in het belang van de volkshuisvesting. De regels en richtlijnen waaraan de stichting zich dient te houden, en de prestaties die moeten worden verricht, zijn sinds 2015 wettelijk vastgelegd in de Woningwet, die in dat jaar totaal werd herzien.
De belangen van de huurders  worden bij de corporatie behartigd door verschillende huurdersverenigingen. De gezamenlijke huurdersverenigingen worden in de raad van commissarissen vertegenwoordigd door twee commissarissen die zij zelf voordragen.
Nijestee is in 1998 ontstaan uit een fusie van de woningcorporaties Gruno (Gruno Woondiensten) en Groningen, die in 1919 een dag na elkaar werden opgericht: 
- Gruno werd opgericht op 26 november 1919 als woningstichting voor spoorpersoneel en was vernoemd naar de mythische figuur Gruno die de stad Groningen zou hebben gesticht. Deze voorganger is vooral bekend van de bouw van het noordelijke deel van de naar deze vereniging genoemde Grunobuurt naar ontwerp van Kazemier&Tonkens. Dit deel van de buurt lag rond, maar vooral ten noorden van het westelijke deel van de Parkweg. Het deel ten noorden van de Parkweg werd echter begin 21e eeuw grotendeels gesloopt door Nijestee.
- Woningstichting Groningen werd op 27 november 1919 opgericht door socialisten van de SDAP en bouwde onder andere veel in de Oosterparkwijk.

In 2000 nam Nijestee deel aan megafusie LievendeKey, maar toen bleek dat de lokale context en maatschappelijke doelstellingen hiermee niet gediend bleken, zette ze zich in voor het opblazen van de samenwerking en stapte in 2003 weer uit dit samenwerkingsverband.
In 2004 vormde een voornemen van Nijestee om zich te vestigen aan het Damsterdiep de opmaat voor het omvormen van het gedempte Binnen-Damsterdiep tot het Damsterplein. Het enorme kantoor van Nijestee (de Damsterpoort) vormt de afscheiding van dit plein, maar blokkeert daarmee ook de zichtlijn op het voormalige diep. De forse bouwmassa was een wens van de gemeente Groningen, die een hedendaagse variant wilde van de vroegere Steentilpoort. Het wordt vanwege haar grootte niet door iedere Groninger als een vooruitgang gezien.

## Klachten over containerwoningen
Vanwege de krappe woningmarkt heeft Nijestee containerwoningen in Groningen laten bouwen. Dit is geen onverdeeld succes gebleken. Zo schrijft het Dagblad van het Noorden over containerwoningen waarin het 's zomers te heet wordt, bewoners het 's winters niet warm kunnen stoken, en waarin de meterkasten door een ontwerpfout brandgevaarlijk zijn.